# Who's Your Daddy?
Who's Your Daddy? (「あなたのパパは誰でしょう？」）は、フォックスによるアメリカのリアリティ番組である。90分枠の特別番組として2005年1月3日にオンエアされた。司会はイギリスの女優フィノラ・ヒューズ。この番組では、10万ドルの賞金をかけて、女優で幼いころに養子縁組をしたT.J.マイヤーズ(T.J.Myers）が、8人の男性から自分の生物学的な父親を推理する。マイヤーズには、自分の父親だと思う男性を指名する前に、面談したり観察するチャンスが与えられている。マイヤーズが実の父親を当てることができれば賞金を獲得できるが、間違ってしまうと、間違って指名された男性が賞金を獲得するというシステムだった。そのため男性側も自分が実の父親だとマイヤーズに思わせようとふるまう。
この特番はもともとエピソード6まである番組のパイロット版として企画されていたが、視聴者からの評価がふるわず、フォックスは撮影済みのエピソードをすべてお蔵入りにした。

## フォーマット
特番の会場では、幼児のうちに養子縁組をした成人1人と男性25人が同じ部屋にいれられており、男性たちのうち１人が実の父親である。チャレンジする人間が実の父親を当てることができれば10万ドルを獲得する。間違ってしまうと、10万ドルはその間違って指名された男性のものになるが、チャレンジャーが自分の父親と再会するチャンスまで奪われるわけではない。最初のチャレンジャーは女優のT.J.マイヤーズだった。マイヤーズは「8人の男性から自分の父親を推理した。彼女は正解して、10万ドルを獲得した」。

## プレスリリース
2004年12月4日、フォックスはこの番組のプレスリリースをだしている。2005年1月3日の放送に先駆け、このリリースでは特番について「ドラマチックで感動的な」内容だと紹介している。

## 評価
Who's Your Daddy? はテレビ批評筋からは賛否両論だった。特番が放送されると、養子を受け入れた親たちのあいで草の根運動が起こり、全国的な抗議活動に発展した。養子縁組と人権について考える団体から批判を浴びたことで、フォックスのネット局（ ノースカロライナ州のWRAZ）は90分特番の放送をとりやめた。特番のオンエア後に、ブログメディアのゴーカーが、マイヤーズが1995年のソフトコアポルノ『Seduction of Innocence』（無垢の誘惑に出演した過去があることを記事にし、再び番組への批判が高まった。
ワシントン・ポストのポール・ファーリ(Paul Farhi)は、この番組について「しょうもない新作リアリティ特番」と評し、とくに番組タイトルに批判的だった。ニューヨーク・タイムズのアレサンドラ・スタンリー(Alessandra Stanley)も「挑発的な番組タイトルなのに、実際はつくりもの感が強くて退屈。昼ドラをわざわざ夜にやっている」とコメントした。

### レーティング
ニールセン・メディアリサーチ(Nielsen Media Research)の調べによると、特番の視聴者数は630万人で、同時間帯で4位だった。18歳から49歳までの視聴者によるレーティングでは6点満点中の2.3だった。

## 放映中止
ニールセン・メディアリサーチの調査の結果がふるわなかったことをうけて、フォックスはすでに撮影済みのエピソード5本の放映中止を決定した。ただしパイロット版は「特別番組」として放送されており、「シリーズ特番」ではなかったことから、この番組は定義上、エピソード放映前に放映中止になったテレビ番組シリーズに分類される